# Fakulteta za psihologijo v Moskvi
Fakulteta za psihologijo v Moskvi (rusko Факультет психологии) je javna fakulteta, ki ponuja študij psihologije in deluje v sklopu Moskovske državne univerze; ustanovljena je bila leta 1966.